# Emilio Silva Faba
Emilio Silva Faba (Pereje, 1892-Priaranza del Bierzo, 16 de octubre de 1936) fue un comerciante español, militante de Izquierda Republicana. El 16 de octubre de 1936 fue asesinado con dos tiros en la cabeza por falangistas tras el golpe de Estado de Francisco Franco. En 2000, gracias a la lucha llevada a cabo por su nieto, el sociólogo y periodista Emilio Silva Barrera, presidente de la Asociación para la Recuperación de la Memoria Histórica (ARMH), se llevó a cabo la exhumación de la fosa común en la que permanecían sus restos, junto a los de otros doce hombres republicanos. En 2003, Silva Faba se convirtió en el primer desaparecido de la represión franquista que fue identificado mediante una prueba de ADN.

## Biografía
Silva Faba nació en 1892 en la localidad de Pereje en León. Emigró en 1915 a Argentina donde residió en Ezpeleta, en la provincia de Buenos Aires, y trabajó en una fábrica de soda. Tras cinco años, volvió a emigrar a Estados Unidos, donde llegó el 28 de agosto de 1920 a la Isla Ellis. Se dirigió a Bridgeport, en Connecticut, una zona de industria metalúrgica con una pequeña colonia de españoles y donde se encontraba su cuñado, Manuel Núñez.
Unos años después, en 1925, regresó a El Bierzo con el objetivo de vender unas tierras de sus padres y montar en Nueva York una tienda de productos españoles. Sin embargo, conoció a Modesta Santín con quien se casó el 10 de enero de 1926 y con quien tuvo seis hijos. Desechada la idea de volver a Estados Unidos, montó un almacén en Villafranca del Bierzo, llamado La Preferida, donde vendía todo tipo de alimentos, productos y complementos del hogar.
Con la llegada de la Segunda República (14 de abril de 1931), comenzó a militar en el partido Acción Republicana, encabezado por Manuel Azaña, y era lector habitual del periódico progresista La Libertad. En febrero de 1936, en un acta notarial firmada por Ramiro Armesto Armesto, presidente de la Diputación Provincial de León, Silva Faba aparecía como interventor del partido Izquierda Republicana.
Tras el golpe de Estado fascista del 18 de julio de 1936, los falangistas que asaltaron el poder en Villafranca del Bierzo extorsionaron a Silva Faba y le obligaron a entregar a Falange Española de las JONS los bienes de su almacén y dinero en efectivo. El 16 de octubre de 1936, fue detenido en el ayuntamiento y, esa misma noche, fue llevado en un camión, junto a otros doce hombres, a una cuneta en la localidad de Priaranza del Bierzo, donde fue asesinado con dos tiros en la cabeza.

## Exhumación
El 21 de octubre de 2000, se llevó a cabo la exhumación de la Fosa de Priaranza del Bierzo, conocida como la de "los 13 de Priaranza" y abierta por deseo de la familia de Silva Faba, en la que permanecían sus restos junto a los de otros doce hombres republicanos. Un grupo de arqueólogos, antropólogos físicos y médicos forenses trabajó en la excavación, que fue la primera de esas características llevada a cabo por expertos. Tres años después, en 2003, Silva Faba se convirtió en el primer desaparecido de la represión franquista identificado mediante una prueba de ADN. Sus restos se enterraron junto a los de su mujer, Modesta Santín.

## Reconocimientos
La exhumación de la Fosa de Priaranza del Bierzo donde se localizaron los restos de Silva Faba y de otros doce hombres republicanos propició la creación de la Asociación para la Recuperación de la Memoria Histórica (ARMH) impulsada por su nieto Emilio Silva Barrera, que es su presidente.

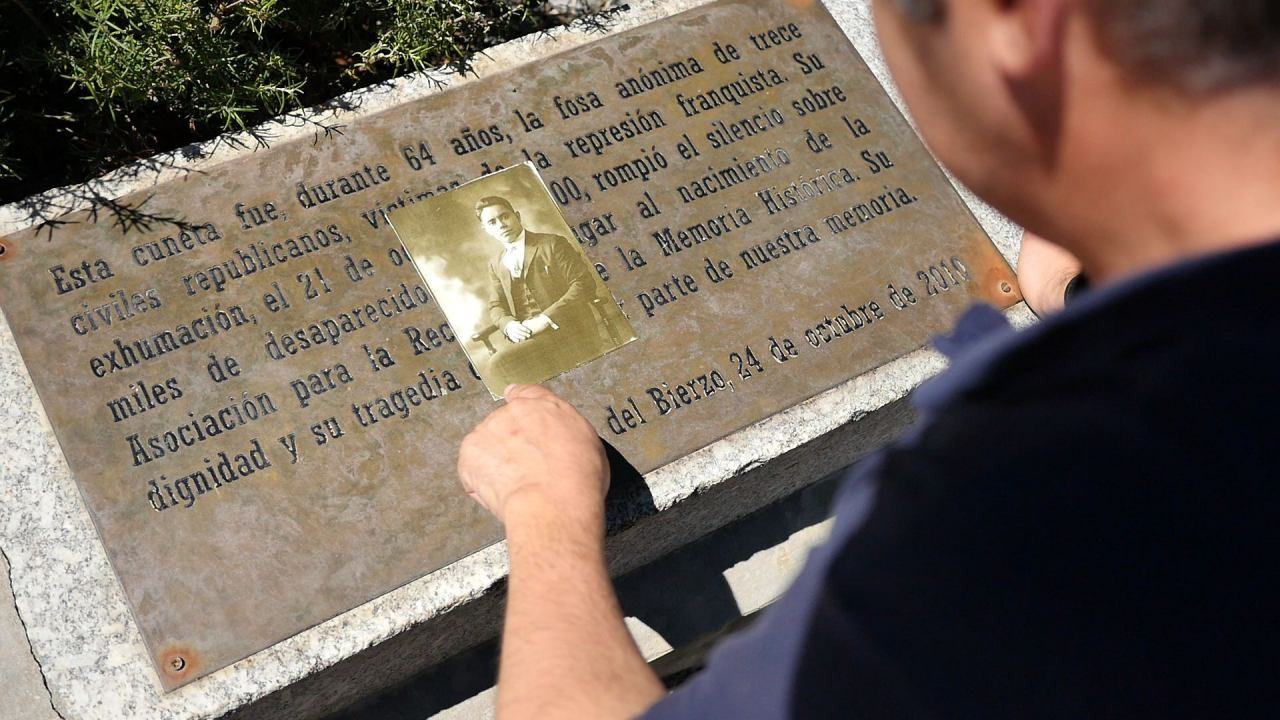
Placa colocada donde estuvo la fosa de Los trece de Priaranza; civiles republicanos asesinados el 16 de octubre de 1936 por un grupo de pistoleros falangistas y exhumados en octubre de 2000.

El 24 de octubre de 2010, una década después de la apertura de la fosa común y de la exhumación de las 13 víctimas, se colocó una placa como homenaje a "los 13 de Priaranza" en la fosa común donde encontraron sus restos: 
Esta cuneta fue, durante 64 años, la fosa anónima de trece
civiles republicanos, víctimas de la represión franquista. Su
exhumación, el 21 de octubre de 2000, rompió el silencio sobre
miles de desaparecidos y dio lugar al nacimiento de la
Asociación para la Recuperación de la Memoria Histórica. Su
dignidad y su tragedia deben formar parte de nuestra memoria.  

Priaranza del Bierzo, 24 de octubre de 2010 